# Chris Seitz
Christopher "Chris" Seitz (12 de março de 1987) é um futebolista profissional estadunidense que atua como goleiro.

## Carreira
Chris Seitz representou a Seleção Estadunidense de Futebol nas Olimpíadas de 2008.